# Emilio Sivillá
Emilio Sivillá y Torres fue un pintor español de la segunda mitad del siglo XIX.

## Biografía

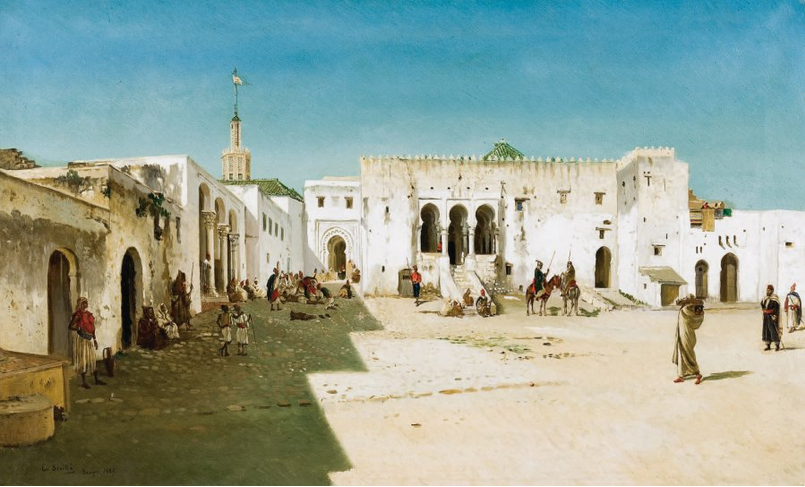
Vista de Tánger

Era natural de Barcelona. En la Exposición de Bellas Artes celebrada en 1866 en Barcelona, presentó Un estudio, que fue adquirido por la academia de dicha ciudad, con destino al Museo provincial. En la de 1870 expuso Un viejo fumando, Dos paisajes de las cercanías de Olesa, Siete marinas y Dos figuras de estudio. En 1875 realizó en Barcelona una rifa de sus cuadros para poder marchar al extranjero con el producto de la misma. En la Exposición de Bellas Artes celebrada en Madrid en 1884 presentó en cuadro Entrada del gobernador en Tánger, después de pacificar las kabilas. En octubre de 1920 se declaraba jubilado a un tal Emilio Sivillá Torres, tras haber ejercido este el trabajo de delineante a lo largo de tres décadas.